# 梁芷珮
梁芷珮（英語：Christy Leung Tsz Pui，1982年5月28日—），香港女節目主持、演員及商人，曾是香港有線電視旗下藝人，現為無綫電視基本藝人合約藝員，主要擔任旅遊節目主持。

## 簡歷
梁芷珮自小在大埔區長大，於普通家庭成長，哥哥跟她年紀相差十年，曾是無綫電視音響技術總監（現職雲彩行動傳訊主任），而表妹則是百萬訂閱數美妝網紅 Karen Yeung；與母親、兄長同樣患有家族遺傳性青光眼。1988至1994年間曾就讀大埔舊墟公立學校，14歲時隨父母移民美國北安多佛，取得綠卡後回港繼續學業。1999年在大埔三育中學修畢中五課程便選擇當平面模特兒，為旅遊雜誌《交易通》、《新假期》等拍攝相片，亦參演過香港電台劇集及演藝學院電視電影學院的畢業作品。基於本身個性怕悶坐不定，故此2002年決定轉型且涉足娛樂圈，通過有線娛樂新聞台試鏡，加入有線電視擔任主播。2004年，曾因結婚放棄簽約唱片公司的機會，同年懷孕而一度離職，翌年重返崗位，至2010年第3度入職後開始主持一些綜藝節目；兩度返回有線前曾轉行做過空中服務員、上樓時裝店售貨員兼接待員。此外，逗留有線的十多年間，由於丈夫是加籍港人，其家人在當地擁有自家公司，需要他們不時折返幫忙，所以經常斷斷續續地來回香港、加拿大工作。
2014年1月，梁芷珮聯同當時仍是兒童高爾夫球班教練的丈夫及兩個外國朋友，以「Nucks Production Company」（2011年創立）單位名義參加無綫電視 J2 節目創作計劃《打開創意天空》，並得到「最具創意獎」，於是順勢簽約成為旗下基本藝人合約藝員；首項主持工作便是完成其參賽作品《胃食遊戲》，隨後多數主持飲食節目，直至2016年機緣巧合赴日本拍攝大胃王主題節目《胃食紅人》，就開始跟攝製班底（丈夫負責掌鏡及影片剪接、由張志明監製）構思出旅遊節目《潮什麼系列》，名氣日漸俱增，受到不少觀眾歡迎。2019年為圓心願而選擇疫市創業，翌年7月取得旅行社代理商牌照和開辦「潮友自由行」（Hipster Tour），且親自帶團四處遊歷。
2021年5月，梁芷珮應亞洲萬里通邀請進行直播，卻收到大量黃絲帶人士留言表達不滿（對無綫電視有關反修例運動的新聞報導、內部管理作風）。即使事後於社交媒體發貼文維護個人利益，仍被親民主派網民抵制，而該廣告商也悉數刪除全部相關貼文及影片以明哲保身。同年底憑《冰島潮什麼》首獲提名競逐《萬千星輝頒獎典禮2021》「最佳女主持」獎，但在最後五強止步。2022年4月，在社交網站貼出幼女透過「耳圈染」技法換上新髮型的影片引起爭議，被質疑讓孩子太早接受漂染容易傷害髮絲及頭皮，作為家長非常不稱職。2023年2月，推出首本旅遊指南《跟住christy 潮冰島》；2025年成為香港賽馬會轄下受虐婦女庇護機構「和諧之家」的和諧家庭大使，首度參加渣打香港馬拉松籌款。

## 家庭生活
梁芷珮於2002年經好友介紹下認識了溫哥華長大回流的黎卓穎（Kenneth）
，因自小已嚮往家庭生活，而雙方家人亦非常支持，所以兩人交往一年多便在2004年2月21日結為夫妻，
婚後育有兩子一女。三名子女均接受良好教育，長子 Brendan（2005年出生）學業成績優異，更入選香港高爾夫球代表隊；次子 Duncan（2011年出生）亦是運動健將，喜愛踢足球和打籃球；幼女 Kasey（2013年出生）則愛跳 K-pop，經常參加舞蹈比賽。一家五口常常外出，故一直只承租單位，未有選擇買樓，過往曾住青衣盈翠半島及九龍擎天半島，現時居於東涌藍天海岸。

## 演出作品

### 主持節目

#### 有線電視
- 2012至2013年：《空間大改造》（第四輯）
- 2012年：《美味關係》
- 2013年：《新春搜神記》

#### 無綫電視
- 2015年：《胃食遊戲》
  - 《快閃廚房》
- 2016年：《胃食遊戲 - 沖繩篇》
  - 《胃食紅人》
- 2017年：《美國潮什麼》[43]
  - 《超級台灣任務》[44]
  - 《加拿大潮什麼》
- 2018年：《法國潮什麼》
  - 《西班牙潮什麼》
- 2019年：《意大利潮什麼》
  - 《北歐潮什麼》
  - 《眼睛去旅行》
- 2020年：《西葡潮什麼》
- 2021年：《冰島潮什麼》
  - 《Happy Hour》
- 2022年：《萬千星輝頒獎典禮2021》
  - 《冬奧潮什麼》
  - 《芬蘭潮什麼》
  - 《東．南歐潮什麼》
- 2023年：《非洲潮什麼》
  - 《澳洲潮什麼》
  - 《南極潮什麼》
  - 《北極潮什麼》
- 2024年：《沙特阿拉伯潮什麼》
  - 《巴黎奧運潮什麼》
  - 《瑞士潮什麼》
  - 《德國潮什麼》
- 2025年：《南美潮什麼》

### 參與節目

#### 無綫電視
- 2016年：《Do姐有問題》
- 2018年：《Do姐有問題》（第二輯）
- 2018年：《一帶一路一狀元》
- 2019年：《Do姐有問題》（第三輯）
- 2022年：《樓價有得估》[45]
- 2025年：《流行都市》[46]

### 電視劇

#### 無綫電視
- 2018年：《愛·回家之開心速遞》 飾 Sonia Ho (第403集)
  - 《是咁的，法官閣下》 飾 年輕母親
- 2019年：《她她她的少女時代》 飾 林若藍
- 2021年：《凶宅清潔師》 飾 曉華

### 廣告
- 2019年：絲漣床褥「5星酒店常客・屋企變身5星睡房 - Christy 梁芷珮」[47]
- 2020年：絲漣床褥「全城追捧酒店床褥之謎 - 彈簧篇」[48]
  - 絲漣床褥「全城追捧酒店床褥之謎 - 耐用篇」[49]
  - 絲漣床褥「全城追捧酒店床褥之謎 - 梁芷珮 Christy Leung 幫你揀！」[50]
- 2021年：奧佳華（香港）「全新 Smart ReLuxe 按摩享受終於人人有！」[51]
  - 獅王（香港）NONIO 無口氣漱口水（清涼薄荷味、不含酒精溫和薄荷味、檸薑薄荷味）[52]
- 2022年：斯凱奇（香港）Max Cushioning Arch Fit．全方位運動鞋系列女裝跑步鞋[53][54]
- 2023年：添寧護妳墊[55]
  - 維布絡安舍（香港）威潔33亮色護彩洗衣珠[56]
  - ZINO「梁芷珮實證：ZINO NMN 逆齡緊緻修復精華 科研超強抗衰老」[57]
- 2024年：獅王（香港）NONIO 齒周全效無口氣漱口水「對抗牙肉萎縮 - 牙縫變闊」[58]
  - 獅王（香港）NONIO 齒周全效無口氣漱口水「對抗牙肉萎縮 - 牙齒變長」[59]
- 2025年：華人藥業「【梁芷珮 Christy 星級推介】WholeLove Plus 骨の海藻鈣」[60]

## 獎項及提名
- 2022年：《萬千星輝頒獎典禮2021》「最佳女主持 — 《冰島潮什麼》」【最後五強】
- 2023年：《萬千星輝頒獎典禮2022》「最佳女主持 — 《芬蘭潮什麼》」【提名】
- 2024年：《萬千星輝頒獎典禮2023》「最佳女主持 — 《澳洲潮什麼》、《南極潮什麼》」【最後十強】
- 2025年：《萬千星輝頒獎典禮2024》「最佳女主持 — 《北極潮什麼》、《沙特阿拉伯潮什麼》、《巴黎奧運潮什麼》、《瑞士潮什麼》」【提名】

## 外部連結
- 梁芷珮的Facebook專頁（私人）
- 梁芷珮的Instagram帳戶
- 梁芷珮 Christy Leung - TVB 藝人資料 - tvb.com （页面存档备份，存于）
- Nucks Production Company 官方網頁 （页面存档备份，存于）
- 潮友自由行 Hipster Tour - 旅行社、旅遊、行程 （页面存档备份，存于）